# Le 23h
 (novembre 2019).
Si vous disposez d'ouvrages ou d'articles de référence ou si vous connaissez des sites web de qualité traitant du thème abordé ici, merci de compléter l'article en donnant les références utiles à sa vérifiabilité et en les liant à la section « Notes et références ».
Le 23h est un journal télévisé quotidien français diffusé en fin de soirée diffusé sur France Info depuis le 26 août 2019 à 23 heures, au milieu de la tranche « Franceinfo soir ». Ce journal télévisé succède au Soir 3, diffusé jusqu'à la veille sur France 3.

## Histoire
Annoncé le 18 juin 2019 par la direction de l'information de France Télévisions, Le 23h est présenté comme le « grand JT du soir de France Télévisions », héritier du Soir 3. La création du 23h de Franceinfo est liée à l'arrêt du journal télévisé historique de France 3, et s'accompagne de la réaffectation des équipes de l'ancien JT. Ce transfert sur la chaîne publique d'information permet d'installer ce rendez-vous d'information à un horaire fixe, alors que le Soir 3 était diffusé à un horaire variable dépendant de la première partie de soirée de France 3. La grille de la chaîne Franceinfo est ainsi enrichie avec la nouvelle tranche « Franceinfo soir » diffusée de 21 heures à minuit.

## Rubriques
Plusieurs rubriques du Soir 3 sont maintenues dans le 23h, notamment « l'Eurozapping » et « le 23h des régions » du lundi au vendredi ; et de nouvelles rubriques apparaissent : « Intelligence artificielle » chaque lundi, « économie » chaque mardi, « l'environnement » chaque mercredi, « le 23h philo » chaque jeudi, la rubrique « sciences et découverte » chaque vendredi soir, la rubrique « L'invité politique du 23h » chaque dimanche soir.

## Présentation

### Titulaires

#### En semaine (lundi à jeudi)
- Depuis août 2022 : Alexandra Uzan

#### En week-end (vendredi à dimanche)
- Depuis le 31 août 2019 : Sorya Khaldoun

### Remplaçants
En semaine (lundi au jeudi)
- Jean-Christophe Galeazzi
- Jeanne Baron
- Marion Vigreux

#### En week-end (vendredi à dimanche)
- Marion Vigreux
- Jeanne Baron

### Ancienne présentation

#### En semaine (lundi à jeudi)
- Du 26 août 2019 au 14 juillet 2022 : Patricia Loison

## Identité visuelle
Le journal est diffusé depuis le plateau de Franceinfo. L'habillage antenne diffusé depuis le 26 août 2019 s'inscrit dans la charte graphique de la chaîne. Le générique est basé sur des effets de lamelles verticales tournoyantes formant une mappemonde stylisée, sa couleur dominante est le bleu, en écho à l'ancien Soir 3 et à la chaîne France 3. La musique est composée par Jean-Michel Jarre, tout comme l'ensemble de l'identité sonore de France Info (radio et télé).
À la rentrée 2020, le visuel évolue. Les lamelles tournoyantes sont remplacées par un planisphère de points blancs sur fond gris et bleu. Le générique laisse d'abord apparaître les contours de la France, puis de l'Europe pour finir sur un planisphère entier. Le sonore de Jean-Michel Jarre n'évolue pas.
À la rentrée 2021, le générique spécifique au 23h disparait au profit d'un nouveau générique minimaliste commun à toute la grille de la chaîne, avec deux cercles bleu et blanc sur fond noir représentant la Terre et un coucher de soleil.